# بادخورک دمگاه‌سفید
بادخورک دمگاه‌سفید (نام علمی: Apus caffer) نام یک گونه از سرده بادخورک‌ها است.

## نگارخانه

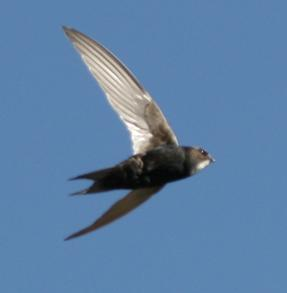